# Gisela Fiedler-Bender
Gisela Fiedler-Bender (Villach, 1940) es una historiadora del arte austriaca. Dirigió el Museo del Land de Maguncia entre 1993 y 2000. 

## Trayectoria
Primero estudió historia del arte, arqueología y filosofía en Viena y, más tarde, en la Universidad Leopold Franzens de Innsbruck. En 1965, se doctoró con su tesis doctoral titulada Die Münchner Landschaftsmaler Josef und Ludwig Willroider, sobre los paisajistas de Múnich Josef y Ludwig Willroider. Pasó sus años de prácticas en la Galeria Estatal de Stuttgart y en los museos de arte de Krefeld, especialmente en el Museo Kaiser Wilhelm y el Museo Haus Lange de Krefeld. Posteriormente, fue subdirectora de los museos de arte de Krefeld durante diez años. 
En 1980 se mudó a Kaiserslautern, en Alemania, y, en 1984, fue nombrada directora del Museo Pfalzgalerie Kaiserslautern. Durante su mandato, organizó una serie de exposiciones monográficas en la Pfalzgalerie sobre artistas como Edvard Munch, Oskar Kokoschka, Heinrich von Zügel, y también sobre temas más generales como "Castillos del Palatinado" o "El fútbol en el arte".
A partir de 1985, junto a su compañero Heinz Höfchen desarrollaron un servicio de asesoramiento al público en la Pfalzgalerie, donde los particulares podían exponer sus obras de arte y ellos les asesoraban sobre su antigüedad, procedencia y estado de conservación. Al principio, las consultas atraían a visitantes de toda Alemania, ya que sólo esta galería ofrecía algo así.
En 1993, fue nombrada directora del Museo Estatal de Maguncia y dirigió el museo hasta su jubilación en 2000. Durante ese tiempo, intensificó el contacto con los visitantes del museo, por ejemplo introduciendo el evento periódico "Arte en la pausa del almuerzo", en el asesoramiento artístico, pero también en el ámbito de la educación en los museos. También fue responsable del relanzamiento de la serie de libros de bolsillo del museo estatal llamado „Museum im Taschenformat“, y de un exhaustivo análisis científico e inventario de las colecciones del museo. 
En los últimos años de su trabajo, participó intensamente en la planificación preliminar de la amplia reorganización prevista del Museo Estatal. Bajo la dirección de su sucesora, Isabella Fehle, ésta se llevó a cabo gradualmente entre 2004 y 2010.

## Reconocimientos
En 2020, Fiedler fue incluida dentro del proyecto “Mujeres Investigadoras en los Archivos Estatales (1900-1970)” para la descripción archivística y creación de un micrositio específico en el Portal de Archivos Españoles (PARES), desarrollado entre 2020-2023. Este proyecto ha sido impulsado por la Subdirección General de Archivos Estatales, con el objetivo visibilizar la labor de investigación realizada en España por las mujeres en el intervalo 1900-1970 partiendo de los registros documentales que se conservan en los Archivos de Gestión de los AAEE del Ministerio de Cultura (el Archivo Histórico Nacional, el Archivo de la Corona de Aragón, el Archivo General de Simancas, el Archivo General de Indias, el Archivo de la Real Chancillería de Valladolid, el Archivo General de la Administración y el Centro de Información Documental de Archivos).

## Obras (selección)
- 1964 – Die Landschaftsmaler Josef und Ludwig Willroider, Dissertation, Leopold-Franzens-Universität Innsbruck.
- 1979 – Der Photograph Otto Scharf (1858-1947), Kaiser-Wilhelm-Museum Krefeld.
- 1987 – Otto Dix, Zeichnungen und Druckgraphik aus der Stiftung Walther Groz in der Städtischen Galerie Albstadt, Pfalzgalerie Kaiserslautern. ISBN 978-3-8942-2006-8.
- 1987 – Ludwig Wilding: Retrospektive. 1949–1987, mpk Museum Pfalzgalerie. ISBN 978-3-8942-2018-1.
- 1989 – Martin Lersch – In Bezug auf …, Pfalzgalerie Kaiserslautern. ISBN 978-3-8942-2000-6.
- 1989 – Fussball in der Kunst, Pfalzgalerie Kaiserslautern. ISBN 978-3-8942-2027-3.
- 1990 – Lore Bert: Ausstellungskatalog, mpk Museum Pfalzgalerie. ISBN 978-3-8942-2033-4.
- 1990 – Hannelore Landrock-Schumann: Gelb-Rot-Blau – Rauminstallationen, Objekte. mpk Museum Pfalzgalerie. ISBN 978-3-8942-2034-1.
- 1992 – Gottfried Helnwein, Pfalzgalerie Kaiserslautern.
- 1993 – Peter Behrens, Berlin Alexanderplatz, Pfalzgalerie Kaiserslautern.
- 1993 – Franz Erhard Walther – die Sprache im Material, Bezirksverband Pfalz, Kaiserslautern. ISBN 978-3-8942-2068-6.
- 1993 – Informelle und expressiv-abstrakte Graphik der 50er und 60er Jahre: Bestandskataloge der Graphischen Sammlung IV, mpk Museum Pfalzgalerie. ISBN 978-3-8942-2056-3.
- 1996 – Eduardo Chillida: Papierarbeiten, van der Koelen, Mainz.